# Tracking-Interferometer
Ein Tracking-Interferometer ist ein Messgerät, das 3D-Koordinaten von Objektpunkten erfassen kann. Sie bestehen aus einem Interferometer, dessen Laserstrahl automatisch einem Reflektor folgen kann. Lasertracker werden zur Digitalisierung von Objekten, zur Messung großer Bauteile in der Qualitätssicherung, zur Kalibrierung von Werkzeugmaschinen und in der Geodäsie verwendet.

## Geschichte
Das selbstverfolgende Interferometer wurde von Kam C. Lau und Robert J. Hocken entwickelt und im Jahre 1986 vom US-Handelsministerium zum Patent angemeldet. Dieses Patent wurde ab 1989 an die Firma Leica Geosystems lizenziert. Leica verkaufte 1991 das erste derartige Messsystem an den amerikanischen Flugzeughersteller Boeing. Seitdem ist der Markt für Lasertracker trotz des hohen Preisniveaus kontinuierlich gestiegen. Sie besitzen heute einen festen Platz im industriellen Qualitätsmanagement.

## Prinzip
Ein Lasertracker besteht aus einem um die kugelförmige Referenzfläche drehbaren Laser-Interferometer. Die Ausrichtung des Interferometers wird mit Drehgebern in zwei Winkeln gemessen. Durch die Messung des Abstandes und zweier Winkel werden Punkte in Kugelkoordinaten gemessen, die mit einer Koordinatentransformation in kartesische Koordinaten umgerechnet werden können. Das Interferometer des Lasertrackers arbeitet mit einigen tausend Laserpulsen pro Sekunde.

## Anwendungen
Lasertracker werden zur Digitalisierung von Objekten in der Industrie und in der Geodäsie verwendet und arbeiten mit einigen tausend Laserpulsen pro Sekunde.

## Genauigkeit
Die Messunsicherheit von Tracking-Interferometern wird durch die Unsicherheit der interferometrischen Längenmessung, die Stabilität des optischen Drehzentrums und den eingesetzten Reflektor beeinflusst. Die Unsicherheit der interferometrischen Längenmessung ist vor allem durch die Umgebungseinflüsse und die Länge beeinflusst, die der Laserstrahl durch die Luft strahlt. Um Änderungen der Umgebungsbedingungen festzustellen, werden während des Betriebs Luftdruck, Luftfeuchte und Temperatur gemessen. Mit diesen Messwerten und einem Modell des Prozesses können die systematischen Fehler der Längenmessung größtenteils kompensiert werden.